# Río Moyuela
Río Moyuela är ett vattendrag i Spanien.   Det ligger i provinsen Provincia de Zaragoza och regionen Aragonien, i den östra delen av landet, 250 km öster om huvudstaden Madrid.